# Batalha de Ain Jalut
A Batalha de Ain Jalut (em árabe: عين جالوت, "Oásis de Golias") foi um confronto entre mamelucos egípcios e mongóis estabelecidos na Galileia, ocorrido em 3 de setembro de 1260 no vale de Jizreel, no que é hoje o norte de Israel.

## Antecedentes
Em fevereiro de 1258, por ordem de Hulagu Cã, os mongóis, liderados por Quedebuga, cercaram e invadiram a capital Abássida, Bagdá, e logo depois, Damasco, na Síria. O Egito era o único reduto dos muçulmanos no Oriente Médio. Ao ver a ameaça inimiga, o sultão do Egito, Baibars,  decidiu defender o Islã contra os invasores, apoiando o sultão Cutuz. Os mongóis, por sua vez, tentaram formar uma aliança com o que restou do Reino Cruzado de Jerusalém (na época sediado em Acre), mas isso havia sido proibido pelo papa Alexandre IV. Os barões de Acre haviam sido contatados tanto pelos mamelucos quanto pelos mongóis, mas viram os mongóis como ameaça mais imediata.
Os Cruzados permaneceram neutros, porém, permitiram que os mamelucos marchassem para o norte e até mesmo acampassem perto de Acre. Quando recebeu a notícia de que os mongóis haviam cruzado o rio Jordão, Cutuz mobilizou suas tropas para o sudeste, para o vale de Jizreel.

## A batalha
Os mamelucos e os mongóis se encontraram em 3 de setembro de 1260, onde ambos os lados tinham cerca de 20 mil soldados. Os mongóis, cujo exército incluía guerreiros da Geórgia e 500 guerreiros da Armênia Ciliciana, foram os primeiros a avançar. Baibars, que comandava uma parte menor do exército mameluco, utilizou táticas de guerra rápida, atacando e recolhendo para provocar os mongóis e, ao mesmo tempo, para preservar o volume das suas tropas. Ele e seus soldados montaram uma armadilha para os mongóis, simulando uma fuga para as terras altas, onde o resto do exército mameluco esperava. Quedebuga cometeu um grave erro, marchando com toda a sua tropa em direção a Baibars. Quando seu exército chegou às terras altas, foi cercado por todos os lados pelos mamelucos, que atiraram flechas e atacaram sua cavalaria.
Por sua vez, os mongóis lutaram violentamente para sair do cerco. A certa distância, Cutuz observava o braço esquerdo do exército mameluco quase destruído. Ele jogou fora seu capacete de combate para que seus combatentes pudessem reconhecê-lo, animando os mesmos gritando "Wa Islamah! Wa Islamah" (Oh meu Islã! Oh meu Islã!) para que continuassem em combate. Logo, os mamelucos tinham a vantagem, por ter o conhecimento do terreno. Quedebuga não recuou e preferiu permanecer em combate, até que foi morto por um mameluco veterano chamado Jamaladim Acuxe Axanci.
Ao final da batalha de Ain Jalut, a cavalaria pesada dos mamelucos havia conseguido um feito inédito, vencendo os mongóis no combate corpo a corpo. Essa batalha também ficou conhecida por ser a primeira na qual canhões de mão foram usados, com o objetivo de assustar os cavalos dos mongóis e causar desordem em seu exército.